# Txumali
Txumali (en rus: Чумали) és un poble d'Udmúrtia, a Rússia, el 2008 tenia 277 habitants. Pertany al raion d'Alnaixi.